# Обер-ефрейтор

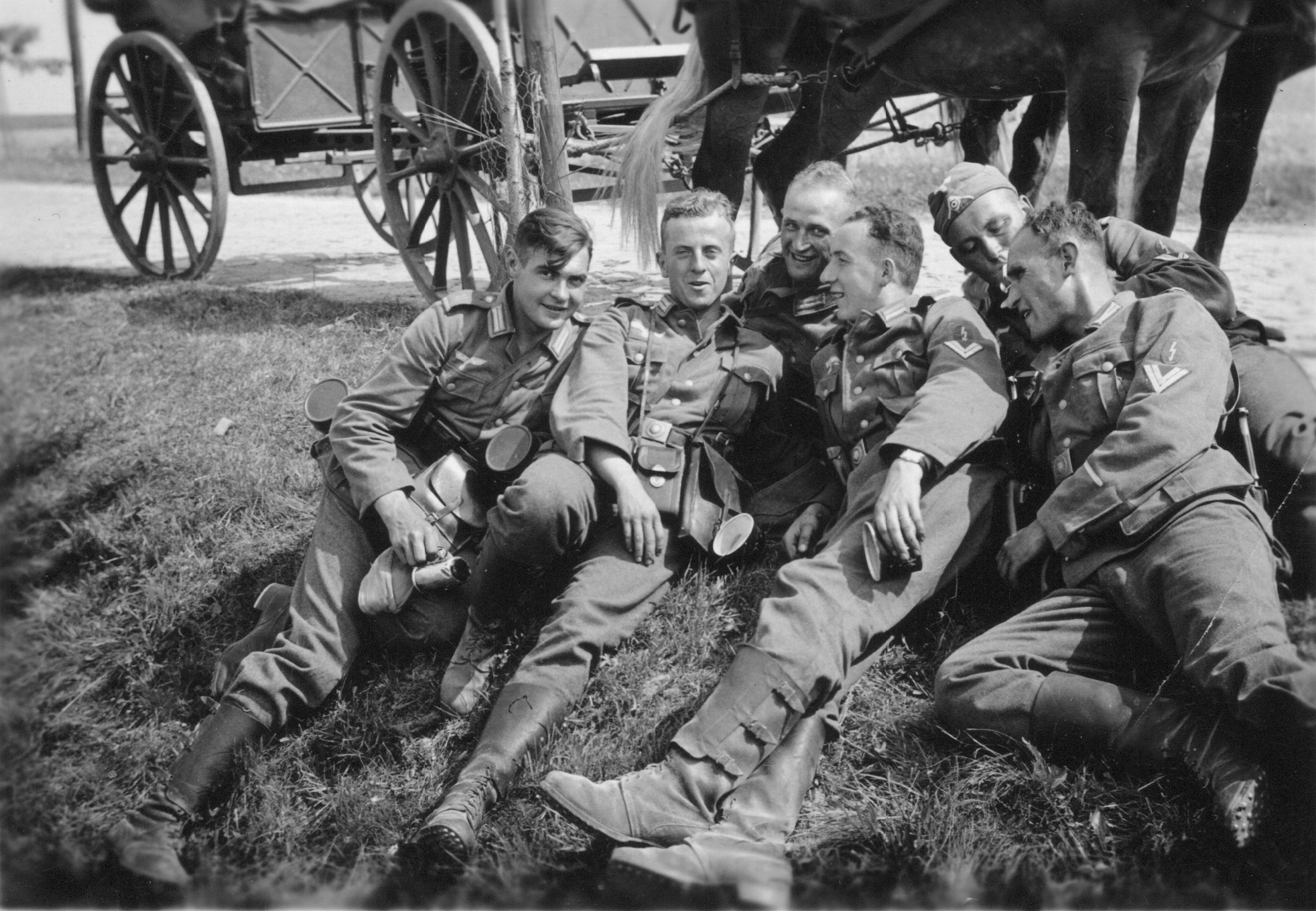
Обер-ефрейтор и рядовой состав ВС нацистской Германии, 1935 год.

Обер-ефрейтор (нем. Obergefreiter — «старший (главный) освобождённый (от некоторых нарядов)») — воинское звание в вооружённых силах (ВС) Германии и Швейцарии (разных режимов). 
Эквивалентные звания в Организации североатлантического договора (NATO — OTAN) обозначаются кодом OR-3. Первоначально появилось в 1859 году в прусской артиллерии, позже, с 1919 года, получило более широкое распространение в различных родах войск ВС Германской республики. Существовало также в ВС нацистской Германии. Звание обер-ефрейтора соответствует званию младшего сержанта.

## ВС Германии
Воинское звание первоначально появилось в 1859 году в прусской артиллерии ВС Пруссии, позже, с 1919 года, в Германской республике получило более широкое распространение в различных родах войск и сил ВС Германской республики (рейхсвер), и также существовало в ВС нацистской Германии (вермахт).
В ВС ФРГ (бундесвер) звание обер-ефрейтора располагается выше звания ефрейтора, но ниже гаупт-ефрейтора. Звание не относится к унтер-офицерским и обычно присваивается ефрейторам после полугода службы.

### Знаки различия
К знакам различия воинского звания обер-ефрейтор относятся погоны, различных цветов и формы, с прикреплёнными (пришитыми, нанесёнными) знаками, различных цветов.

Погон обер-ефрейтора сухопутных войск/военно-воздушных сил ВС ФРГ.
Погон обер-ефрейтора военно-морского флота ВС ФРГ.

## ВС Швейцарии
В ВС Швейцарии звание обер-ефрейтора было введено 1 января 2004 года после долгих дебатов. Оно располагается между званиями ефрейтора и капрала. Обер-ефрейторы — это специалисты, способные замещать командиров групп. Обычно это звание присваивается после специальных курсов.

### Знаки различия
К знакам различия воинского звания обер-ефрейтор относятся погоны, с прикреплёнными (пришитыми, нанесёнными) знаками.

Погон обер-ефрейтора сухопутных войск/военно-воздушных сил ВС Швейцарии.